# Рог (Липецкая область)
Рог — деревня Грызловского сельского поселения Долгоруковского района Липецкой области.

## География
Деревня Рог находится в северной части Долгоруковского района, в 20 км к северу от села Долгоруково. Располагается в истоке небольшого безымянного ручья притока реки Свишня.

## История
Деревня Рог возникла не позднее 2-й половины XVIII века. Впервые упоминается в «Экономических примечаниях Елецкого уезда» 1778 года под названием «Роговая». Название от слова рог — отвершек оврага, отрог.
В «Списке населенных мест» Орловской губернии 1866 года, упоминается как «деревня казённая Роговая (Рогово) при колодцах, 48 дворов, 568 жителей, 2 маслобойни». В 1905 году деревня Роговая значится в приходе Богоявленской церкви села Грызлово.
В 1880 году в Роге отмечено 80 дворов, в которых проживают 695 жителей.
По переписи населения 1926 года в деревне Рог 165 дворов, 811 жителей. В 1932 году — 931 житель.
1 декабря 1941 года, во время Великой Отечественной войны, деревня Рог была временно оккупирована гитлеровцами. 10 декабря 1941 года, в ходе Елецкой наступательной операции Красной армии деревня Рог была освобождена.
До 1928 года деревня Рог в составе Стегаловской волости Елецкого уезда Орловской губернии. В 1928 году вошла в состав Долгоруковского района Елецкого округа Центрально-Чернозёмной области. После разделения ЦЧО в 1934 году Долгоруковский район вошёл в состав Воронежской, в 1935 — Курской, а в 1939 году — Орловской области. С 6 января 1954 года в составе Долгоруковского района Липецкой области.

## Население
| 2010 |
| ---- |
| 107  |

## Транспорт
Рог связан асфальтированной автодорогой с деревнями Набережная Первая и селом Грызлово.